# Liste der Baudenkmale in Chorin
Die Liste der Baudenkmale in Chorin enthält alle Baudenkmale der brandenburgischen Gemeinde Chorin und ihrer Ortsteile.
Die Grundlage ist die Landesdenkmalliste mit dem Stand vom 31. Dezember 2020. Die Bodendenkmale sind in der Liste der Bodendenkmale in Chorin enthalten.

## Baudenkmale in den Ortsteilen
In den Spalten befinden sich folgende Informationen:
- ID-Nr.: Die Nummer wird vom Brandenburgischen Landesamt für Denkmalpflege vergeben. Ein Link hinter der Nummer führt zum Eintrag über das Denkmal in der Denkmaldatenbank. In dieser Spalte kann sich zusätzlich das Wort Wikidata befinden, der entsprechende Link führt zu Angaben zu diesem Denkmal bei Wikidata.
- Lage: die Adresse des Denkmales und die geographischen Koordinaten. Link zu einem Kartenansichtstool, um Koordinaten zu setzen. In der Kartenansicht sind Denkmale ohne Koordinaten mit einem roten beziehungsweise orangen Marker dargestellt und können in der Karte gesetzt werden. Denkmale ohne Bild sind mit einem blauen bzw. roten Marker gekennzeichnet, Denkmale mit Bild mit einem grünen beziehungsweise orangen Marker.
- Bezeichnung: Bezeichnung in den offiziellen Listen des Brandenburgischen Landesamtes für Denkmalpflege. Ein Link hinter der Bezeichnung führt zum Wikipedia-Artikel über das Denkmal.
- Beschreibung: die Beschreibung des Denkmales
- Bild: ein Bild des Denkmales und gegebenenfalls einen Link zu weiteren Fotos des Baudenkmals im Medienarchiv Wikimedia Commons

### Amt Chorin
| ID-Nr.   | Lage                 | Bezeichnung                              | Beschreibung | Bild           |
| -------- | -------------------- | ---------------------------------------- | --- | -------------- |
| 09175005 | (Lage)               | Gesamtanlage Zisterzienserkloster Chorin | Das Zisterzienserkloster Chorin wurde 1258 von den Markgrafen Johann I und Otto III. gegründet und 1542 säkularisiert. Ab 1810 begannen Restaurierungen auch durch den Engagement von Schinkel. Im Dreißigjährigen Krieg zerfiel das Kloster. Seit dem 20. Jahrhundert dient es vor allem als Kulturstätte. | weitere Bilder |
| 09175146 | Amt Chorin 2 (Lage)  | Försterei                                | | weitere Bilder |
| 09175560 | Amt Chorin 10 (Lage) | Amtsschmiede                             | Das „Alte Schmiedehaus“ ist in seiner äußeren Gestalt erhalten. Es stammt aus dem Mittelalter, wird seit einigen Jahrzehnten jedoch als Gasthaus genutzt. Im historischen Ambiente kann geheiratet, gespeist, auch selbst geschmiedet werden.                                                               | Amtsschmiede   |

### Brodowin
| ID-Nr.   | Lage                            | Bezeichnung                                       | Beschreibung | Bild                                              |
| -------- | ------------------------------- | ------------------------------------------------- | --- | ------------------------------------------------- |
| 09175141 | Brodowiner Dorfstraße 10 (Lage) | Kirche                                            | Die heutige evangelische Kirche entstand im 13. Jahrhundert. Das Kirchengebäude ist eine Feldsteinkirche mit ergänzendem Ziegelmauerwerk. Der Baustil wird der Neugotik zugeordnet. Der gemauerte Westturm ist 35 Meter hoch. | weitere Bilder                                    |
| 09175615 | Dorfstraße 11 (Lage)            | Pfarrhaus und Nebengebäude                        | | Pfarrhaus und Nebengebäude                        |
| 09176313 | Brodowiner Dorfstraße 12 (Lage) | Hofanlage mit Stall, Scheune und Pflasterung      | | Hofanlage mit Stall, Scheune und Pflasterung      |
| 09175142 | Dorfstraße 87 (Lage)            | Bauerngehöft mit Wohnhaus und Wirtschaftsgebäuden | | Bauerngehöft mit Wohnhaus und Wirtschaftsgebäuden |

### Chorin
| ID-Nr.   | Lage                          | Bezeichnung                                 | Beschreibung | Bild                          |
| -------- | ----------------------------- | ------------------------------------------- | --- | ----------------------------- |
| 09175992 | Angermünder Chaussee 9 (Lage) | Bahnhofsempfangsgebäude                     | Der Bahnhof deutlich nördlich des Ortes wurde 1856 eröffnet. Seit 1995 dient er nur noch betrieblichen Aufgaben. Sein Empfangsgebäude ist stilistisch an die etwas älteren anderen Stationsgebäude der Strecke angelehnt. | weitere Bilder                |
| 09175431 | Bundesstraße 2 (Lage)         | Halbmeilenstein, bei km 358,3               | | Halbmeilenstein, bei km 358,3 |
| 09175145 | Choriner Bahnhofstraße (Lage) | Bahnhofsgebäude des Bahnhofs Kloster Chorin | Der Haltepunkt in der Nähe des Ortskerns ging 1902 in Betrieb. Er besitzt ein repräsentatives zweigeschossiges Empfangsgebäude mit angebautem Güterschuppen.                                                              | weitere Bilder                |
| 09175144 | Mittelreihe 9 (Lage)          | Kirche                                      | Die Kirche wurde in der zweiten Hälfte des 13. Jahrhunderts errichtet, der Dachturm wurde im 18. Jahrhundert hinzugefügt. Im Inneren befindet sich ein Kruzifix aus dem 15. Jahrhundert.                                  | Kirche                        |

### Golzow
| ID-Nr.   | Lage                         | Bezeichnung | Beschreibung | Bild           |
| -------- | ---------------------------- | ----------- | --- | -------------- |
| 09175225 | Alte Handelsstraße 21 (Lage) | Kirche      | Die im Ortskern gelegene Kirche wurde im 13. Jahrhundert erbaut, während des 30-jährigen Krieges fast völlig zerstört und 1671 wieder aufgebaut. Der 50 m hohe Turm wurde 1897 errichtet. Im Inneren ist die Kirche reich verziert und schmuckvoll ausgemalt. | weitere Bilder |

### Neuehütte
| ID-Nr.   | Lage   | Bezeichnung                                                                                  | Beschreibung | Bild |
| -------- | ------ | -------------------------------------------------------------------------------------------- | ------------ | ---- |
| 09175265 | (Lage) | Köhlerei mit zwei Verkohlungsglocken, Lagergebäude mit Rampe, Arbeitsgeräten und Ausstattung |              | BW   |

### Pehlitz
| ID-Nr.            | Lage   | Bezeichnung                                                      | Beschreibung | Bild           |
| ----------------- | ------ | ---------------------------------------------------------------- | --- | -------------- |
| 09175143 Wikidata | (Lage) | Reste des Zisterzienser-Klosters Mariensee auf dem Pehlitzwerder | Die Reste eines um 1258 gegründeten Zisterzienser-Klosters auf dem Pehlitzwerder des Parsteiner Sees; bereits 1263 wurde die errichtete Klosterkirche genutzt, 1266 wurde Markgraf Johann I. hier beigesetzt (Grabstätte und Kloster um 1273 nach Chorin verlegt); Reste des Erdgeschoss der ehemaligen Klosteranlage waren bis in die 1960er Jahre erhalten geblieben, wurden dann abgetragen und die heute sichtbaren Mauerreste wurden auf dem Kern der Fundamente wieder aufgebaut | weitere Bilder |

### Sandkrug
| ID-Nr.   | Lage                  | Bezeichnung                                            | Beschreibung | Bild                                                   |
| -------- | --------------------- | ------------------------------------------------------ | ------------ | ------------------------------------------------------ |
| 09175290 | Bundesstraße 2 (Lage) | Ganzmeilenstein „IX MEILEN BIS BERLIN“, bei km 353,2   |              | Ganzmeilenstein „IX MEILEN BIS BERLIN“, bei km 353,2   |
| 09175429 | Bundesstraße 2 (Lage) | Ganzmeilenstein „VIII MEILEN BIS BERLIN“, bei km 352,7 |              | Ganzmeilenstein „VIII MEILEN BIS BERLIN“, bei km 352,7 |

### Senftenhütte
| ID-Nr.            | Lage                 | Bezeichnung           | Beschreibung | Bild           |
| ----------------- | -------------------- | --------------------- | --- | -------------- |
| 09175291          | (Lage)               | Forsthaus Senftenthal | | BW             |
| 09175121 Wikidata | Am Kirchplatz (Lage) | Kirche                | Die reformierte Dorfkirche wurde 1806 erbaut. Es ist ein Saalbau mit Spaltsteinmauerwerk und einem Walmdach. Der Westturm wurde aus Backstein im Jahre 1931 errichtet. | weitere Bilder |

### Serwest
| ID-Nr.   | Lage                           | Bezeichnung                                                          | Beschreibung | Bild                                                                 |
| -------- | ------------------------------ | -------------------------------------------------------------------- | ------------ | -------------------------------------------------------------------- |
| 09175617 | B 2 ()                         | Viertelmeilenstein, bei km 360,5 (Straßenwestseite)                  |              | ein Bild hochladen                                                   |
| 09175432 | B 2 ()                         | Viertelmeilenstein, bei km 360,5 (Straßenostseite)                   |              | ein Bild hochladen                                                   |
| 09175433 | B 2 (Lage)                     | Ganzmeilenstein „X MEILEN BIS BERLIN“, bei km 362,8                  |              | Ganzmeilenstein „X MEILEN BIS BERLIN“, bei km 362,8                  |
| 09175292 | Serwester Dorfstraße 27 (Lage) | Kirche                                                               |              | weitere Bilder                                                       |
| 09175667 | Serwester Dorfstraße 69 (Lage) | Gutshof mit Wohnhaus, zwei Stallgebäuden, Scheune und Hofpflasterung |              | Gutshof mit Wohnhaus, zwei Stallgebäuden, Scheune und Hofpflasterung |